# Салгаду, Зелиа
Зелиа (Зелия) Салгаду (порт. Zélia Salgado, полное имя Zélia Ferreira Salgado; 1904—2009) — бразильская художница, скульптор и педагог.

## Жизнь и творчество
Родилась в Сан-Паулу 10 октября 1904 года. С 1915 года жила в Рио-де-Жанейро.
В 1922 году начала учиться живописи в мастерской братьев мексиканского происхождения — художника Энрике Бернарделли и скульптора Родольфо Бернарделли. Затем с 1924 года продолжила своё образование в Национальной школе изящных искусств в Рио-де-Жанейро. Получив в школе премию Prêmio de Viagem à Europa за свою скульптуру в 1930 году, она получила право на учебную поездку в Европу: посетила Лондон и Париж, где училась в Академии Гранд-Шомьер в 1937—1938 годах у Отона Фриеза, Роберта Влерика и Исаака Добринского.
Несмотря на то, что Салгаду уже имела собственные работы, только в 1946 году она решила организовать свою первую персональную выставку живописи в отеле Palace Hotel, на которой представила  детские портреты. Работы художницы были хорошо приняты критиками. С 1946 года она работала в мастерской художника-пейзажиста Роберту Бурле Маркса, часто заменяя его на уроках изобразительного искусства и укрепляя художественное партнёрство, которое продлилось у них до конца жизни. Именно по инициативе Роберту Маркса Зелиа начала заниматься абстрактной скульптурой, начав с работы Aspiração Vertical nº1, выполненной из бронзы в 1949 году. Свою собственную студию художница основала в Ипанеме в 1950 году. В 1953 году она участвовал в 1-й Национальной выставке абстрактного искусства (1º Exposição Nacional de Arte Abstrata), проходившей в Hotel Quitandinha. В следующем году начала преподавать в Музее современного искусства в Рио-де-Жанейро, где работала до 1959 года. В числе её учеников — Лижия Кларк.
В 1955 году Зелиа Салгаду была удостоена серебряной медали скульптуры из алюминия на салоне современного искусства Salão de Arte Moderna de São Paulo (сегодня эта работа находится в Национальном музее изобразительных искусств), а также на первой персональной выставке в Музее современного искусства в Сан-Паулу в 1956 году. На биеннале искусства в Сан-Паулу в 1959 году (скульптор участвовала в первых четырёх биеннале) она представила работу «Composições em Aço Inox» позже утраченную во время одной из передвижных выставок.
Салгаду являлась членом комиссии Comissão Nacional de Belas Artes в 1962—1963 годах, был президентом бразильской секции Associação Internacional das Artes Plásticas (AIAP), аффилированной ЮНЕСКО в 1963 году. В последующие годы она также занималась творчеством, создавая новые скульптуры. В 1970-х годах Зелиа постепенно отошла от своей художественной работы, помогая в делах своему мужу Паулино Салгаду (Paulino Salgado) на собственной ферме, при этом выставляя свои работы на выставках бразильского искусства, в частности на большой ретроспективе из 150 работ  в Фонде Армандо Альвареса Пенстедо в Сан-Паулу в 1988 году. Её последние работы — абстрактные рисунки и картины — датируются первой половиной 1990-х годов.
В 2000 году о карьере Зелии Салгаду был снят Педро Розой (Pedro Rosa) документальный фильм «Aspirações Abstratas», одноимённая выставка была открыта в 2002 году в Espaço CEDIM (Conselho Estadual de Direitos da Mulher) в Рио-де-Жанейро. В 2004 году она была удостоена последней прижизненной ретроспективы в бывшей Школе изящных искусств — нынешнем Национальном музее изобразительных искусств, где в настоящее время находится около 30 её работ.
Зелиа Салгаду болела раком и умерла от отека легких в Рио-де-Жанейро 26 августа 2009 года. Была похоронена на кладбище Святого Иоанна Крестителя в Ботафогу (Рио-де-Жанейро).